# كاموف كا-40
كاموف كا-40 مروحية عسكرية سوفيتية مضادة للغواصات استند تصميمها وأشتق من كا-27. بدا تطويرها في عام 1990، ولكن المشروع علق في وقت لاحق.

## التصميم والتطوير
استند تصميم على كا-27 وكانت كا-40 انشئت لتحل محل كا-27 وتم إجراء العديد من التغييرات عليها.

## المواصفات
- المحرك: 2× 1,838 كيلوواط
- الوزن العادي في الإقلاع: 12,500 كجم
- وزن ممتلئ: 14,500 كجم

## وصلات خارجية
- page on janes.com
- page helis.com